# L'elefante di Topolino
L'elefante di Topolino (Mickey's Elephant) è un cortometraggio d'animazione del 1936 della serie Mickey Mouse diretto da David Hand e Hamilton Luske. Venne distribuito negli Stati Uniti dalla United Artists il 10 ottobre 1936.

## Trama
Il raja del fantomatico Ghaboon spedisce a Topolino l'elefantino Bobo come compagno di giochi per Pluto. Mentre Topolino costruisce una casetta per Bobo, Pluto incontra la proboscide dell'elefante attraverso una recinzione. Quando vede Bobo per intero non ne è entusiasta e se ne va, ma il giocoso elefante afferra la coda di Pluto e lo segue. La coscienza diabolica di Pluto gli fa notare che Topolino sta costruendo a Bobo una casa migliore della sua cuccia e che quindi lui sta per essere sostituito, così gli consiglia di soffiare del pepe rosso addosso a Bobo per farlo starnutire. L'elefantino inizia quindi a produrre dei potenti starnuti, mentre Pluto e la sua coscienza si mettono a ridere. Malgrado Topolino tenti di fermarlo (anche annodandogli la proboscide), Bobo continua a starnutire di qua e di là, fino a distruggere la casetta che Topolino gli stava costruendo e anche la cuccia di Pluto. Così il cane, dopo aver scacciato la propria coscienza, si rende conto che lo scherzo non è stato per lui un grande affare.

## Distribuzione

### Edizione italiana
Il corto fu distribuito in Italia nel 1940 in lingua originale. L'unico doppiaggio italiano conosciuto è quello realizzato dalla Royfilm per la VHS numero 4 della serie VideoParade uscita nel febbraio 1993, utilizzato in tutte le successive occasioni. Non essendo stata registrata una colonna internazionale, la musica presente durante i dialoghi è alterata.

### Edizioni home video

#### VHS
America del Nord
- Mickey Knows Best (1986)

Italia
- VideoParade n. 4 (febbraio 1993)[3]
- Topolino: un eroe... mille avventure (19 settembre 2000)[4]

#### DVD
Una volta restaurato, L'elefante di Topolino fu distribuito in DVD nel primo disco della raccolta Topolino star a colori, facente parte della collana Walt Disney Treasures e uscita in America del Nord il 4 dicembre 2001 e in Italia il 21 aprile 2004.